# بطولة العالم لسباق الدراجات على الطريق 1987
بطولة العالم لسباق الدراجات على الطريق 1987 هي الدورة ال60 من بطولة العالم لسباق الدراجات على الطريق، أجريت في فيلاخ، النمسا.

## برنامج المسابقات
رجال
- سباق الطريق ضد الساعة.
- سباق الطريق ضد الساعة للفرق.

سيدات
- سباق الطريق المداري.
- سباق الطريق المداري للفرق.

شبان
- سباق الطريق المداري للشبان.

شابات
- سباق الطريق المداري للشابات.

## النتائج النهائية
| المسابقة              | ذهبية                       | فضية                     | برونزية                       |
| --------------------- | --------------------------- | ------------------------ | ----------------------------- |
| الرجال                |                             |                          |                               |
| سباق الطريق ضد الساعة | ستيفن روش (جمهورية أيرلندا) | مورينو أرجنتين (إيطاليا) | Juan Fernández (إسبانيا)      |
| الفريق البطل          | إيطاليا                     | الاتحاد السوفيتي         | النمسا                        |
| السيدات               |                             |                          |                               |
| سباق الطريق المداري   | جيني لونغو (فرنسا)          | هيلين هاج (هولندا)       | كوني ماير (هولندا)            |
| الفريق البطل          | الاتحاد السوفيتي            | الولايات المتحدة         | إيطاليا                       |
| شبان                  |                             |                          |                               |
| سباق الطريق المداري   | بافل تونكوف (روسيا)         | إريك ديكر (هولندا)       | Josef Lontscharitsch (النمسا) |
| شابات                 |                             |                          |                               |
| سباق الطريق المداري   | كاثرين مارسال (FRA)         | Alga Zagorska (روسيا)    | Ellis. Guazzaroni (إيطاليا)   |